# Josephine Hull
Josephine Hull est une actrice américaine, née le 3 janvier 1877 à Newtonville, dans le Massachusetts, et morte le 12 mars 1957 dans le Bronx à New York (États-Unis).

## Filmographie sélective
- 1929 : The Bishop's Candlesticks

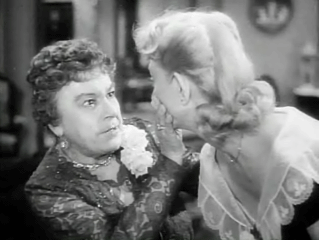
Josephine Hull (à gauche) et Victoria Horne, dans Harvey (1950).

- 1932 : After Tomorrow : Mrs. Piper
- 1932 : Careless Lady : Aunt Cora
- 1944 : Arsenic et vieilles dentelles (Arsenic and Old Lace) : Aunt Abby Brewster
- 1950 : Harvey : Veta Louise Simmons
- 1951 : The Lady from Texas (en) : Miss Birdie Wheeler

## Distinctions
- Oscar de la meilleure actrice dans un second rôle pour son rôle dans le film Harvey de Henry Koster
- Golden Globe Award : Meilleure actrice dans un second rôle pour son rôle dans le film Harvey.